# Marco Kohler
Marco Kohler (23 novembre 1997) è uno sciatore alpino svizzero.

## Biografia
Specialista delle prove veloci attivo dal novembre del 2013, in Coppa Europa Kohler ha esordito il 26 gennaio 2016 a Davos in discesa libera (68º) e ha conquistato il primo podio il 12 gennaio 2023 a Sella Nevea nella medesima specialità (3º); ancora in discesa libera ha debuttato in Coppa del Mondo, il 21 gennaio dello stesso anno a Kitzbühel (43º), e, in Coppa Europa, ha conquistato la prima vittoria il 30 gennaio seguente a Orcières e ha vinto la classifica di specialità nella stagione 2022-2023, quando è stato anche 2º nella classifica generale. Non ha preso parte a rassegne olimpiche o iridate.

## Palmarès

### Coppa del Mondo
- Miglior piazzamento in classifica generale: 78º nel 2024

### Coppa Europa
- Miglior piazzamento in classifica generale: 2º nel 2023
- Vincitore della classifica di discesa libera nel 2023
- 6 podi:
  - 1 vittoria
  - 2 secondi posti
  - 3 terzi posti

#### Coppa Europa - vittorie
| Data            | Località | Paese   | Specialità |
| --------------- | -------- | ------- | ---------- |
| 30 gennaio 2023 | Orcières | Francia | DH         |

Legenda:

DH = discesa libera